# Mélissa Voutaz
Mélissa Voutaz (1º febbraio 1991) è un'ex sciatrice alpina svizzera.

## Biografia
La Voutaz partecipò per la prima volta a una gara FIS, uno slalom gigante, il 14 marzo 2007 a Pila giungendo 81ª; il 10 gennaio dell'anno seguente esordì in Coppa Europa disputando lo slalom speciale sulle nevi di casa di Melchsee-Frutt, senza peraltro riuscire a concludere la prova.
Il 16 dicembre 2010 a Sankt Moritz conquistò il suo unico podio in Coppa Europa, piazzandosi 2ª nella discesa libera vinta dalla compagna di squadra Tamara Wolf; la sua ultima gara fu la discesa libera di Coppa Europa disputata a Pila il 15 marzo 2012, che non completò.  In carriera non esordì mai in Coppa del Mondo né prese parte a rassegne olimpiche o iridate.

## Palmarès

### Coppa Europa
- Miglior piazzamento in classifica generale: 39ª nel 2011
- 1 podio:
  - 1 secondo posto

### Campionati svizzeri juniores
- 3 ori (discesa libera, supergigante, combinata nel 2010)[senza fonte]